# Tricholamia ruficornis
Tricholamia ruficornis là một loài bọ cánh cứng trong họ Cerambycidae.